# ¡Qué bello es sobrevivir!
¡Qué bello es sobrevivir! fue una serie española de comedia, en formato animación, producida por Globomedia y Crea Anima2 en colaboración con Telecinco. La serie es una sátira de la sociedad española que narra la vida y el día a día de los Balor, una familia de clase media-baja, la cual la componen Oscar, Sílvia, Gus, Marga y Gómez, el perro de la familia.
La serie se empezó a emitir en el canal de pago Cartoon Network el 8 de enero de 2001 y en Telecinco el 1 de diciembre de 2001.

## Argumento
La serie relata el día a día cotidiano de la familia Balor, una familia española perteneciente a la clase media-baja y que vive en el noveno piso de un inmueble de los años setenta.

## Personajes[5]

### Principales
- Oscar Balor: es la cabeza de familia. Trabaja como celador en el hospital y no soporta que su mujer gane más que él. Es vago y mentiroso compulsivo, cualidad por el que le ha hecho peligrar su matrimonio en más de una ocasión.
- Sílvia Balor: es la esposa de Oscar. Trabaja como taxista y es la principal responsable de pagar las facturas al ser quién más cobra en su trabajo.
- Marga: es la madre de Sílvia y tiene 97 años de edad. No soporta a su yerno Oscar y no entiende que le vio Sílvia en él para que se casara, por lo que intenta acabar con él de diferentes y crueles maneras.
- Gus Balor: es el hijo de Oscar y Sílvia y tiene veintitrés años de edad. Lleva una vida de lo más relajada, tomándose los estudios con demasiada tranquilidad y sin pensar en su futura vida laboral. Además, es un joven reivindicativo que se une a todas las protestas que se le presenten.
- Inés: es la niña vecina de los Balor. Es una joven niña muy inteligente y, muchas veces, ha servido como la voz de la razón de los Balor. Se pasa casi todo el día en casa de sus vecinos ya que sus padres están casi siempre fuera de casa de viaje. Al ser una niña inteligente, carece de habilidad social y no tiene amigos.
- Gómez: es el perro de la familia Balor. Se pasa todo el día comiendo y durmiendo. No es muy inteligente y muchas veces sirve como conejillo de indias de los malvados experimentos de Marga contra Oscar.

### Secundarios
- Nico: es el mejor amigo de Oscar. Siempre acompaña a Oscar y le ayuda en sus descabellados planes. Es muy paranoico y siempre está preocupado por las posibles enfermedades graves que puede contraer.
- Gilda: es la enfermera jefe del hospital donde trabaja Oscar. Está locamente enamorada de él y lo demuestra declarándole su amor diariamente, pero éste no se entera de sus indirectas.
- Jorge: es el director del hospital donde trabaja Oscar. Está muy obsesionado en su trabajo, tanto que si no hay un caso que tratar, lo fuerza para poder operar a sus "pacientes".
- Candí: es la mejor amiga de Sílvia. Tiene un cuerpo despampanante y siempre tiene a todos los hombres detrás de ella lanzándole piropos y regalándole cosas. Pero Candí lo que busca es un hombre que la quiera por lo que es, y no por como es, en otras palabras, el amor verdadero.

## Reparto
El doblaje de la serie se realizó en los estudios TELSON de Madrid en el año 2001.
| Personaje    | Actor de Doblaje |
| ------------ | ---------------- |
| Oscar Balor  | Juan Perucho     |
| Sílvia Balor | Mariola Fuentes  |
| Marga        | Matilde Conesa   |
| Gus Balor    | Pablo Vega       |
| Jorge        | Juanjo Cucalón   |
| Inés         | Paula Soldevilla |
| Candí        | Paloma Catalán   |
| Gilda        | Lola Baldrich    |
| Paco-Pepe    | Ángel Román      |
| Nico         | Juan Logan Jr.   |

## Capítulos
| Capítulo | Título                             | Fecha de Emisión        |
| -------- | ---------------------------------- | ----------------------- |
| 1        | ¿Qué Bello es Vivir?               | 1 de diciembre de 2001  |
| 2        | Las Mejores Grasas de Nuestra Vida | 8 de diciembre de 2001  |
| 3        | Padre de Alquiler                  | 15 de diciembre de 2001 |
| 4        | La Carta Peseta                    | 22 de diciembre de 2001 |
| 5        | Marni X-9                          | 29 de diciembre de 2001 |
| 6        | Cumpleaños Feliz                   | 5 de enero de 2002      |
| 7        | Chatarra Espacial                  | 12 de enero de 2002     |
| 8        | Oscar el Emprendedor               | 19 de enero de 2002     |
| 9        | Malditos Celos                     | 26 de enero de 2002     |
| 10       | ¡Aquí Vale Todo!                   | 2 de febrero de 2002    |
| 11       | El Precio del Poder                | 9 de febrero de 2002    |
| 12       | De Repente el Último Verano        | 16 de febrero de 2002   |
| 13       | Oscar el Olímpico                  | 23 de febrero de 2002   |

## Parodias
- Humphrey Bogart
- Ingrid Bergman
- James Stewart
- Michael Jackson
- Luciano Pavarotti
- Ana García Obregón
- Hannibal Lecter
- Anthony Perkins
- Miguel de Cervantes
- The Beatles
- Sadam Huseín
- Nicolas Cage
- Bill Clinton
- José María Aznar
- Fidel Castro
- Ana Botella
- Boris Izaguirre
- Julio Iglesias
- Chiquito de la Calzada
- Rappel
- Pierce Brosnan
- Plácido Domingo
- Woody Allen
- Terminator
- Javier Sardà
- Bill Gates
- Matías Prats
- Juan Carlos I

## Merchandasing

### DVD's y VHS's
Después de la emisión en televisión de la serie, los capítulos de ésta se pusieron a la venta en formato DVD y VHS repartidos en 4 volúmenes y contenían entre 3 y 4 capítulos cada uno.
- ¡Qué Bello es Sobrevivir! Vol.1:
  - ¿Qué Bello es Vivir?
  - Las Mejores Grasas de Nuestra Vida
  - Padre de Alquiler
- ¡Qué Bello es Sobrevivir! Vol.2:
  - La Carta Peseta
  - Marni X-9
  - Cumpleaños Feliz
- ¡Qué Bello es Sobrevivir! Vol.3:
  - Chatarra Espacial
  - Oscar el Emprendedor
  - Malditos Celos
- ¡Qué Bello es Sobrevivir! Vol.4:
  - ¡Aquí Vale Todo!
  - El Precio del Poder
  - De Repente, el Último Verano
  - Oscar el Olímpico

### Cómics
En noviembre de 2002, se sacó a la venta un cómic basado en la serie titulado Ficcionario de ¡Qué Bello es Sobrevivir! por la Familia Balor. En el cómic muestra un recopilatorio de situaciones de la vida real tratada desde el punto de vista de la familia protagonista.